# Архитекта
Архитекта је стручњак за архитектуру; особа која се бави осмишљавањем и обликовањем зграда (често се погрешно каже „објеката“, што је нетачно, јер је „објекат“ реч која обухвата све могуће грађевине, а  може се односити и на програмирање). Назив је потекао из грчког језика и састоји се од две речи: „архи“, што значи „над“ и „тектон“ што значи „градитељ“, дакле, онај који је изнад обичног градитеља. Архитекта ствара спајајући науку и уметност, због чега се та струка не сврстава ни у једну од те две делатне области. Звање архитекте се стиче на одговарајућем факултету. У прошлости, архитекте су се називали неимари, од арап. معمار (мимар), што значи градитељ, односно архитекта. Неимари су учествовали у изградњи многих старих здања.